# @mediasres
@mediasres ist eine werktägliche Radiosendung im Deutschlandfunk und Nachfolgerin der 1993 gestarteten wöchentlichen Sendung Markt und Medien. Das Medienmagazin besteht seit dem 20. März 2017 und befasst sich kritisch, selbstkritisch, informierend und unterhaltend und – nach Eigenaussage – fair und ohne Voreingenommenheit mit Journalismus, Neuerungen in den Medien, Medienpolitik, Medienwirtschaft, Medienkonzentration Medienpädagogik, sozialen Netzwerken, Desinformation und Propaganda, Pressefreiheit und Medienrecht sowie Programmbeobachtungen und investigativen Phänomenen in der Medienlandschaft im In- und Ausland.
Zu regelmäßigen Kolumnisten gehören Marina Weisband, Samira el Ouassil, Matthias Dell und Arno Orzessek (zuvor Christian Ulmen und Silke Burmester). Ein weiteres wiederkehrendes Element ist die Sprachrubrik „Sagen und Meinen“.

## Geschichte
Der Deutschlandfunk gehörte schon früh zu den öffentlich-rechtlichen Anbietern, die dem Thema Medien mit der Sendung Markt und Medien seit 3. April 1993 einen eigenen Sendeplatz eingeräumt haben. So werden Korrekturen und Richtigstellungen beim Deutschlandfunk schon lange nicht erst auf Aufforderung genannt. Das Medienmagazin, meist unter Moderation von Andreas Stopp, wurde samstags ab 17:05 Uhr gesendet und begleitete in der Anfangsphase auch den sich damals entwickelnden privatwirtschaftlich finanzierten Rundfunk. Nach 24 Jahren und mehr als 1200 Sendungen wurde die Sendung im März 2017 eingestellt und stattdessen das neue werktägliche Magazin am Nachmittag ab 15:35 Uhr etabliert. Die neue Mediensendung erhielt den Namen „@mediasres“, angelehnt an das Horazsche in medias res (zur philologischen Problematik der Bezeichnung s. d.). Sie wurde bis November 2018 von Stefan Koldehoff geleitet, der sie auch konzipiert hatte. Am 1. Dezember 2018 übernahm Bettina Schmieding die Leitung, seit April 2023 leitet Martin Krebbers die Redaktion. Die Sendung ist, wie ihr Vorgängerin, auch als Podcast verfügbar und hat ein eigenes Portal auf der Website des Deutschlandfunk. In der zehn Minuten kürzeren Freitagsausgabe hatten Hörer die Gelegenheit, live und ohne Vorauswahl ihre Meinung zu wichtigen Medienthemen zu äußern und zu diskutieren. Seit September 2020 läuft auf dem Sendeplatz eine Kurzfassung des Medienpodcasts „Nach Redaktionsschluss“, in dem jeweils ein Hörer oder eine Hörerin mit einem Mitglied der Medienredaktion, Journalisten und Experten vertieft über eine Medienthema diskutiert, zum Beispiel über Kriegsberichterstattung, Klimajournalismus oder die Bedeutung von Medien für die öffentliche Sprache.

## Zielsetzung
Der Sendung, die Deutschlandfunk-Kulturchef Matthias Gierth Ende 2016 auf den Weg gebracht hatte, geht es darum, mit transparenten Informationen über Inhalte und Strukturen der Medienwelt zu einer eigenständigen Meinungsbildung beizutragen und damit, gemäß dem Staatsvertrag des Deutschlandfunks, Hörer zu politischem Handeln zu befähigen. Sie versteht sich weder als Werbeplattform für die Programme des Deutschlandradios noch des öffentlich-rechtlichen Rundfunks, deren Arbeit genau so kritisch begleitet wird, wie die der privaten Medien. Zu den journalistischen Formen zählen neben Reportage, Beitrag und Gespräch auch Meinungsbeiträge, personalisierte Kolumnen und Glossen und Kommentare sowie unterhaltende Elemente. Man möchte aufklärend informieren, aber nicht belehren.

## Redaktion
Eine Redaktion, in der neben einer festen Redakteurin zwölf freie Mitarbeiter in täglich wechselnden Teams arbeiten, stellt die Inhalte parallel für Website, digitale Ausspielwege und die lineare Sendung zusammen. Die Moderatoren sind, neben dem verantwortlichen Redakteur Martin Krebbers, u. a. Antje Allroggen, Brigitte Baetz, Michael Borgers, Stefan Fries, Bettina Köster, Christoph Sterz, Isabelle Klein und Sebastian Wellendorf.

## Auszeichnungen
- 2012: Bert-Donnepp-Preis für Medienpublizistik (für die Vorgängersendung „Markt und Medien“).[8]